# Lineolata rhizophorae
Lineolata rhizophorae är en svampart som först beskrevs av Kohlm. & E. Kohlm., och fick sitt nu gällande namn av Kohlm. & Volkm.-Kohlm. 1990. Lineolata rhizophorae ingår i släktet Lineolata, klassen Dothideomycetes, divisionen sporsäcksvampar och riket svampar.   Inga underarter finns listade i Catalogue of Life.